# دی‌سدیم تتراکربونیل‌فرات
دی‌سدیم تتراکربونیل‌فرات (به انگلیسی: Disodium tetracarbonylferrate) با فرمول شیمیایی C۴FeNa۲O۴ یک ترکیب شیمیایی است. که جرم مولی آن ۲۱۳٫۸۷ g/mol می‌باشد. 